# Tibouchina asperifolia
Tibouchina asperifolia är en tvåhjärtbladig växtart som beskrevs av Célestin Alfred Cogniaux. Tibouchina asperifolia ingår i släktet Tibouchina och familjen Melastomataceae. Inga underarter finns listade i Catalogue of Life.